# Mojowetan
Mojowetan is een bestuurslaag in het regentschap Blora van de provincie Midden-Java, Indonesië. Mojowetan telt 3695 inwoners (volkstelling 2010).